# Nośnik reklamy

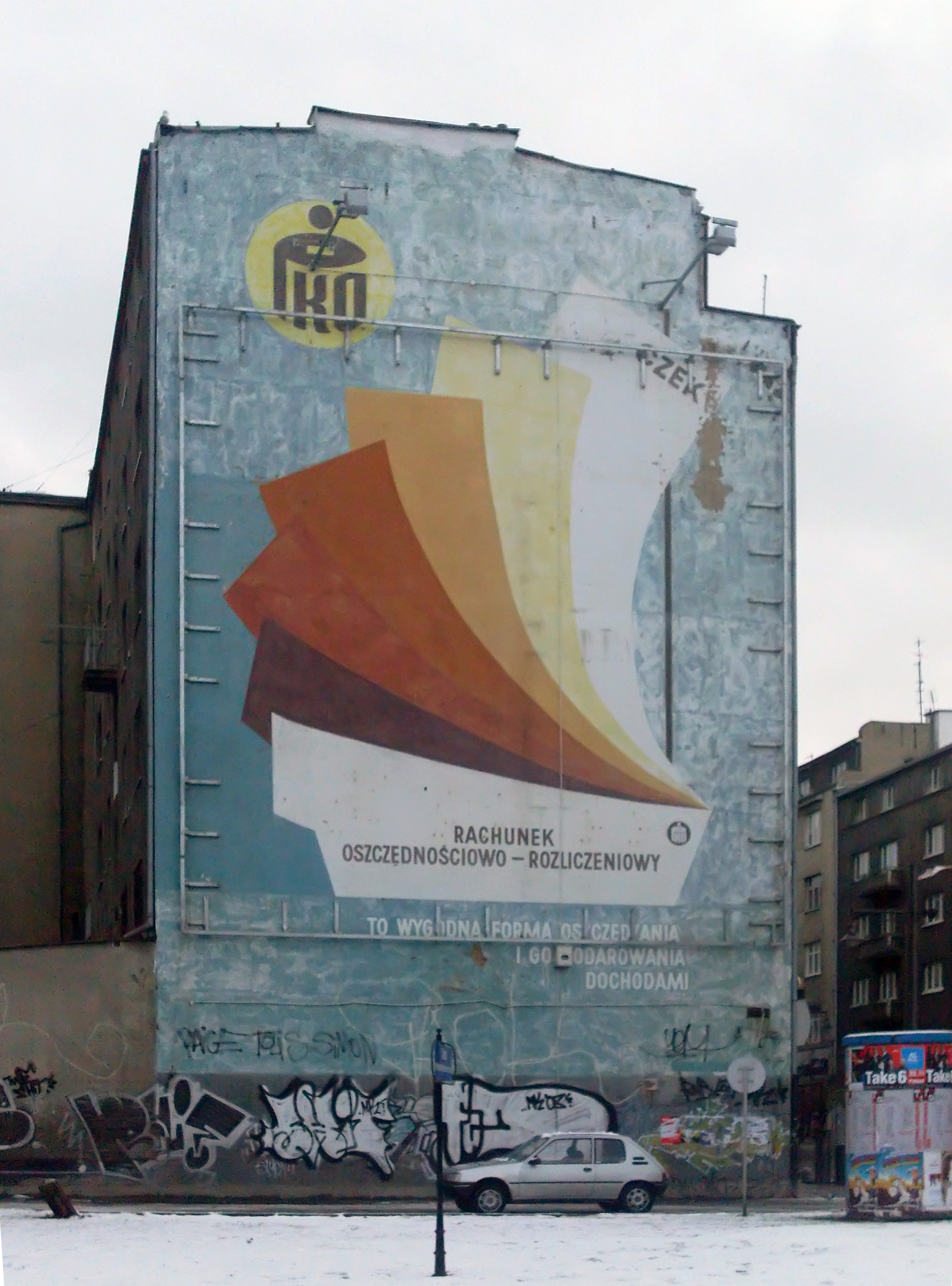
Reklama rachunku oszczędnościowo-rozliczeniowego banku PKO BP na muralu w Gdyni

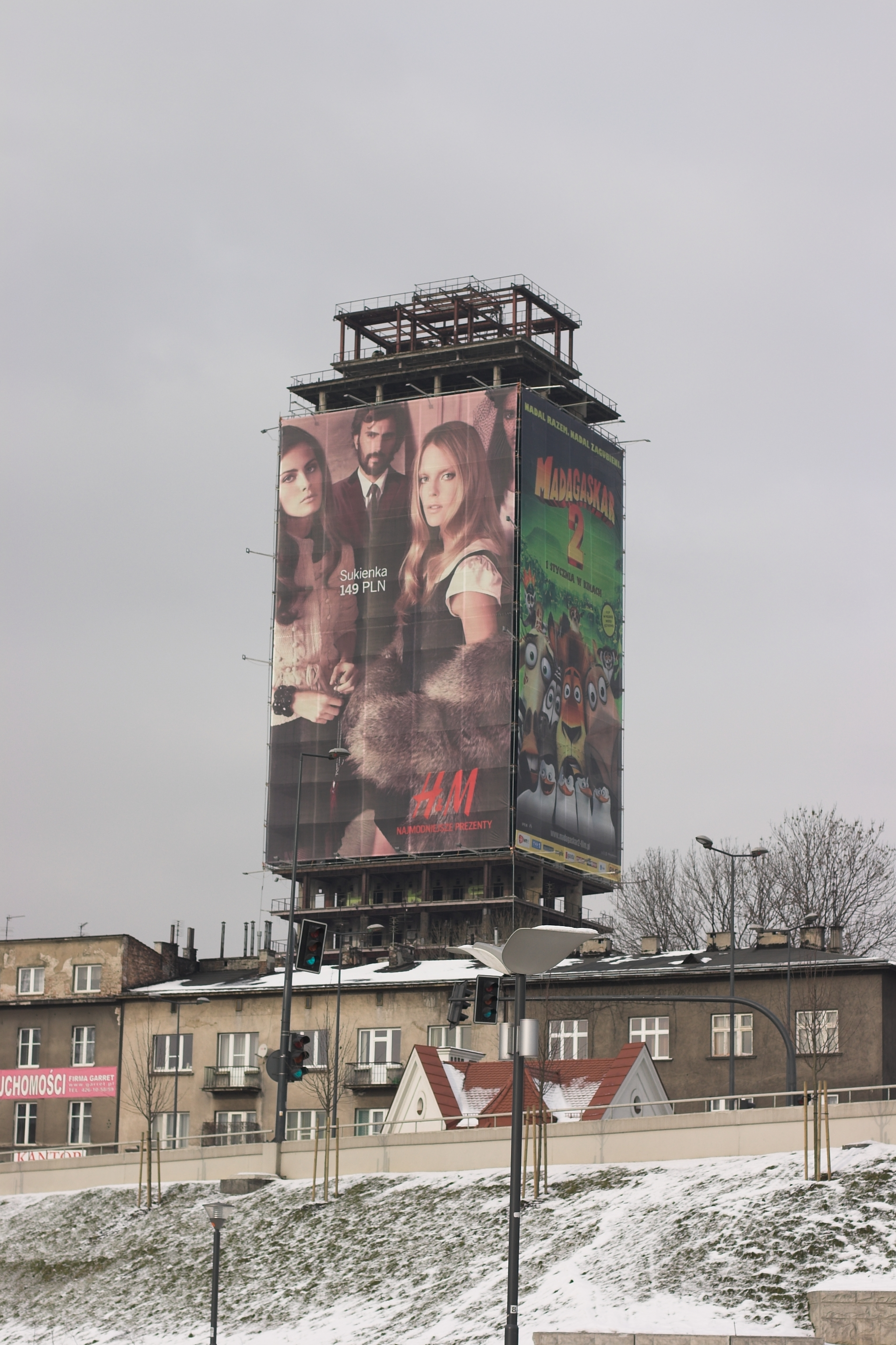
„Szkieletor” wykorzystany jako powierzchnia reklamowa (2009)

Nośnik reklamy (ang. advertising medium) – urządzenie reklamowe w jakimkolwiek materialnym wykonaniu, ze stałą lub zmienną powierzchnią ekspozycyjną, nieoświetloną, oświetloną lub podświetloną. Służy do eksponowania reklamy.
Najpopularniejsze formaty nośników sieciowych (tj. standaryzowanych) stosowane w Polsce to:
- billboardy/freebordy 12 m² o formacie 5,04x2,38 metra (tzw. format europejski);
- billboardy/freebordy 12 m² o formacie 4x3 metry;
- billboardy/freebordy 18 m² o formacie 6x3 metry;
- billboardy/freebordy 36 m² o formacie 12x3 metry;
- billboardy/freebordy 48 m² o formacie 12x4 metry;
- citylighty 1,2x1,8 na wiatach przystanków miejskich;
- inne citylighty 1,2x1,8 – naścienne, wolnostojące, na latarniach;
- billboardy 6 m² (aktualnie spotykane w metrze).

## Przykłady realizacji
| - Backlight - Balon - Big Mamut Backlight Stand - Billboard - Citylight - Cyfrowe znaki - Display plazma - Dmuchaniec - Freebord | - Frontlight - Infokiosk - LCD - LED - Megaboard - Mammutboard - Obrazy z projektorów multimedialnych - Plakat zewnętrzny | - Reklama pneumatyczna - Skydancer - Skywizboard - Słup ogłoszeniowy - Sterowce reklamowe - Tablica reklamowa - Telebim - Windman |